# Јулија Гардинер Тајлер
Јулија Гардинер Тајлер (енгл. Julia Gardiner Tyler; Гардинерско острво, 4. мај 1820 — Ричмонд, 10. јул 1889) је била друга жена 10. председника Сједињених Држава Џона Тајлера и прва дама Сједињених Америчких Држава у периоду од 26. јуна 1844. до 4. марта 1845. године.

## Младост
Јулија Гардинер Тајлер рођена је 1820. године на Гардинерском острву, једном од највећих приватних острва у Сједињеним Државама The marriage made Julia the first First Lady to marry a President who was already in office at the time of the wedding.. Њена мајка била је Јулија Маклаклан Гардинер, а отац Дејвид Гардинер, земљопоседник и Сенатор државе Њујорк од 1824. до 1828. године. Тајлерова је била холандског, шкотског и енглеског порекла.
Одрастала је у Ист Хемптону и у Беј Шору, а похађала Чегарски Универзитет у Њујорку. 1839. године шокирала је јавност појавивши се са непознатим човеком у реклами у новинама. Породица ју је након тога послала у Европу, у нади да ће народ и медији заборавити на њено појављивање у новинској реклами. Прво је посетила Лондон, 29. октобра 1840. године. Након тога путовала је у Француску, Италију, Швајцарску, Немачку, Холандију, Белгију, Ирску и Шкотску, а након тога вратила се у Њујорк, у септембру 1841. године.
Дана 20. јануара 1842. године, Јулија је позвана у Белу кућу од стране председника Џона Тајлера. Након смрти његове жене, 10. септембра 1842. године, Тајлер је желео да упозна Јулију, коју је запросио 22. фебруара 1843. године. Јулија је одбила просидбу, али је доста времена проводила са Тајлером, што је подстакло јавно спекулацију о њиховом односу. Након другог покушаја просидбе, 1844. године, Јулија је ипак попустила.

## Прва дама Сједињених Држава
После меденог месеца проведеног у Филаделфији, пријема у Белој кући и боравка у вили у Шервудској шуми, младенци су се вратили у Вашингтон. Иако је доста старији Џон Тајлер, често био видно уморан од посла, његова млада жена Јулија је уживала у обављају дужности прве даме Сједињених Држава.
Последњих месеци Тајлеровог мандата, Јулија је организовала велики бал у Белој кући којем је присуствовало 3.000 гостију.
Тајлер и Јулија су се након његовог повлачења из политике преселили у вилу у Шервудској шуми, где су живели мирно сте до почетка Америчког грађанског рата.

## Породица
Јулија и Џон Тајлер су имали седморо деце :
- Дејвид Гардинер Тајлер (1846–1927), адвокат и јавни функционер[7]
- Џон Алекс Тајлер (1848–1883), инжењер[8]
- Јулија Гардинер Тајлер (1851–1902), докторка[9]
- Лахлан Гардинер Тајлер (1851–1902), доктор медицине, хирург у војсци Сједињених Држава[10]
- Лион Гардниер Тајлер (1853–1935), васпитач[11][12][13]
- Роберт Тајлер (1856–1927), фармер[14]
- Перл Тајлер (1860–1947)[15][16]

## Смрт
Јулија Гардинер Тајлер је преминула 10. јула 1889. године од срчаног удара у Ричмонду. Сахрањена је на Холивудског гробљу у у Ричмонду, поред свог супруга Џона Тајлера.